# Astragalus vardziae
Astragalus vardziae är en ärtväxtart som beskrevs av Charadze och Chinthib. Astragalus vardziae ingår i släktet vedlar, och familjen ärtväxter. Inga underarter finns listade i Catalogue of Life.